# Ősök tisztelete

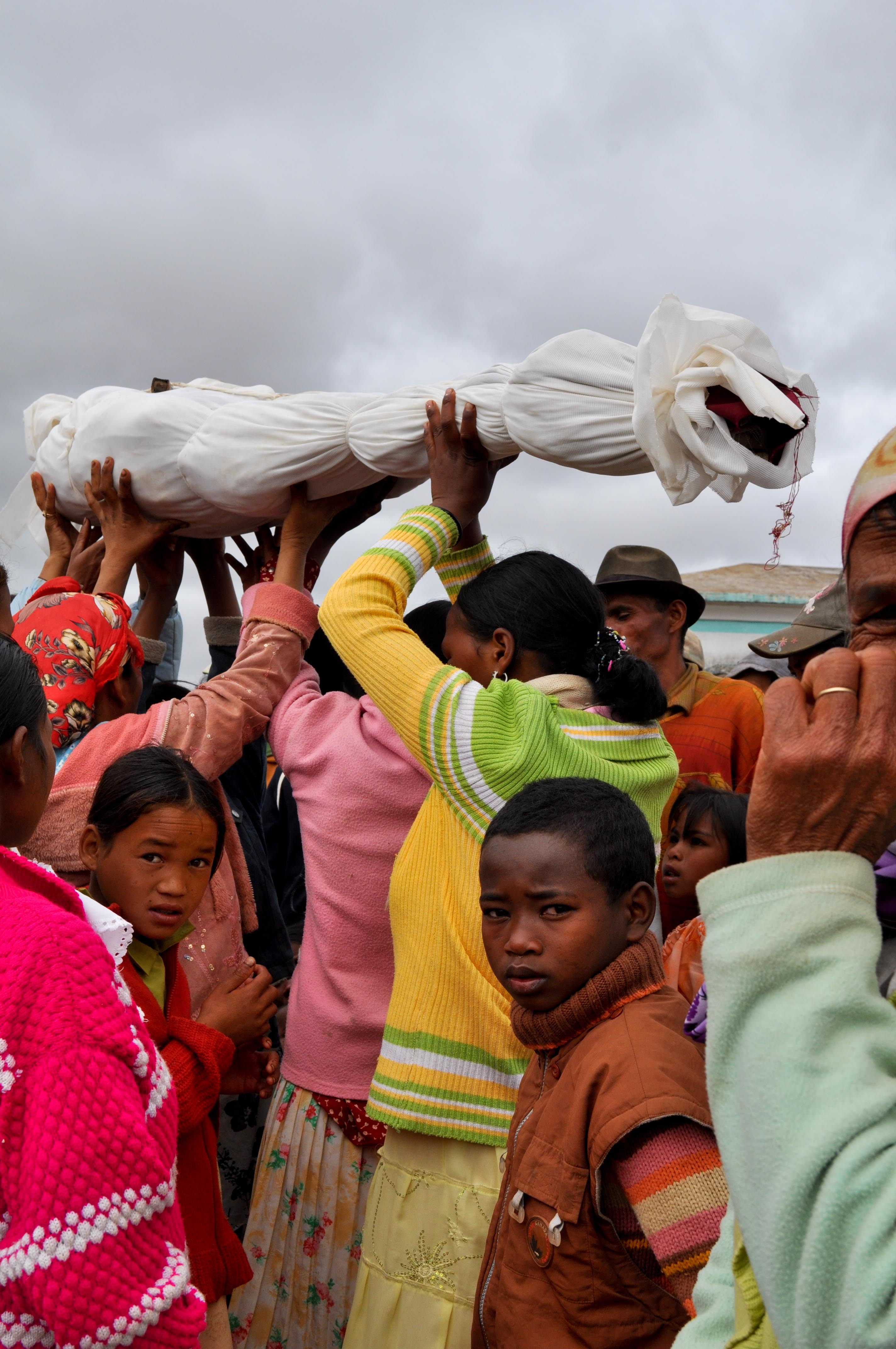
A famadihana nevű őstisztelet Madagaszkáron

Az ősök tisztelete vagy holtak tisztelete az elhunytak iránti szereteten és tiszteleten alapul. Egyes kultúrákban összefügg azokkal a hiedelmekkel , hogy a halottak tovább élnek , és képesek lehetnek befolyásolni az élők sorsát. a vallásos tiszteletnek legősibb és legáltalánosabb alakja, valamennyi későbbi kultusz egyik legerősebb gyökere. Az ősök tiszteletének az a hit az alapja, hogy halála után az egyén tovább él e világ valamilyen szellemi dimenziójában, továbbá hogy az elevenen élő elhunyt részt vesz az itt maradottak életében.
A holtak tisztelete a külsőleg kötelességszerű szolgálatokban nyilvánul meg. Ennek lényege, hogy a meghalt lelke mindaddig nem nyugodhat meg és az élőket sem hagyja békén, míg az őt jogosan megillető végtisztességben és az emlékét fenntartó kultuszban, teljes mértékben, nem részesült. Ha megfeledkeznek róluk, vagy nem törődnek velük, akkor könnyen nyugtalan vagy bosszúálló alakká válnak. Ezért olyan szertartások alakultak ki, amelyek megfelelő tiszteletet fejeznek ki a család ily módon továbbélő tagjai számára, és lehetővé teszik a velük való kapcsolattartást.
Napjainkban az ősök tisztelete Ázsiában és Afrikában elterjedt jelenség. Létezik többek közt Madagaszkáron, Kínában, Vietnámban, Koreában, Japánban, Mexikóban, Közép-Amerikában.

## Ausztrália és Óceánia
Az ausztrál őslakosok között igen el volt elterjedve az ősök tisztelete. Ezeknek lelkeit tisztelték, mint házi isteneit, védőszellemeit, kikhez örömében, fájdalmában hálaadással vagy esdekléssel fordultak. Az uralkodó törzsfők bátor harcosaik temetését emberáldozatokkal ülték meg,
ami azzal a hittel történt, hogy az áldozatokat, többnyire harcban elfogottakat, ezzel megdicsőítik, az elhalt hatalmasnak pedig a túlvilági életre szolgákat küldtek.

## Afrika
Dél-afrika törzseinek kultusza hasonló volt az ausztrál bennszülöttekéhez az ősök tiszteletében. Livingstone tanúsága szerint a zulu emlékében tartotta azon napot, melyen elhalt királyának holttestével együtt ennek szolgái, katonái ugyanazon máglyán lettek megégetve. A zuluknak hite az elhunyt lelkének további életéről nagyon emlékeztetett az okkultizmus tanításaira. Abból indultak ki, hogy az emberi lélek kettős: maga a lélek és az emberi árnyék. Ez utóbbi önállóan él a testtől való elválás után, megjelenik az embereknek azon alakkal és ruhában, melyet földi életben hordott és az emberek életére nagy befolyást
gyakorol. Az amatongök a legelőkelőbb szellemek; ezekről azt tartották, hogy kígyókba költöznek és visszatérnek földi házuk tájékára, hogy a hátramaradt családnak
őrző szellemei legyenek.
Afrikának más törzsei közül a silluk azt hiszik, hogy az elhunytak lelkei folytonosan az élők között vannak és ezekkel együtt örvendenek, búsulnak; a szanok a halált csak álomnak tekintik; a koikoik szellemhitét az bizonyítja, hogy imádkoznak halottaikért, félnek tőlük s mihelyt valaki községükben meghal, más helyre költöznek, nehogy az elköltözöttnek szelleme, mely továbbra is csak földi életének helyén tartózkodhat, valami kárt okozzon nekik.

## Kelet-Ázsia

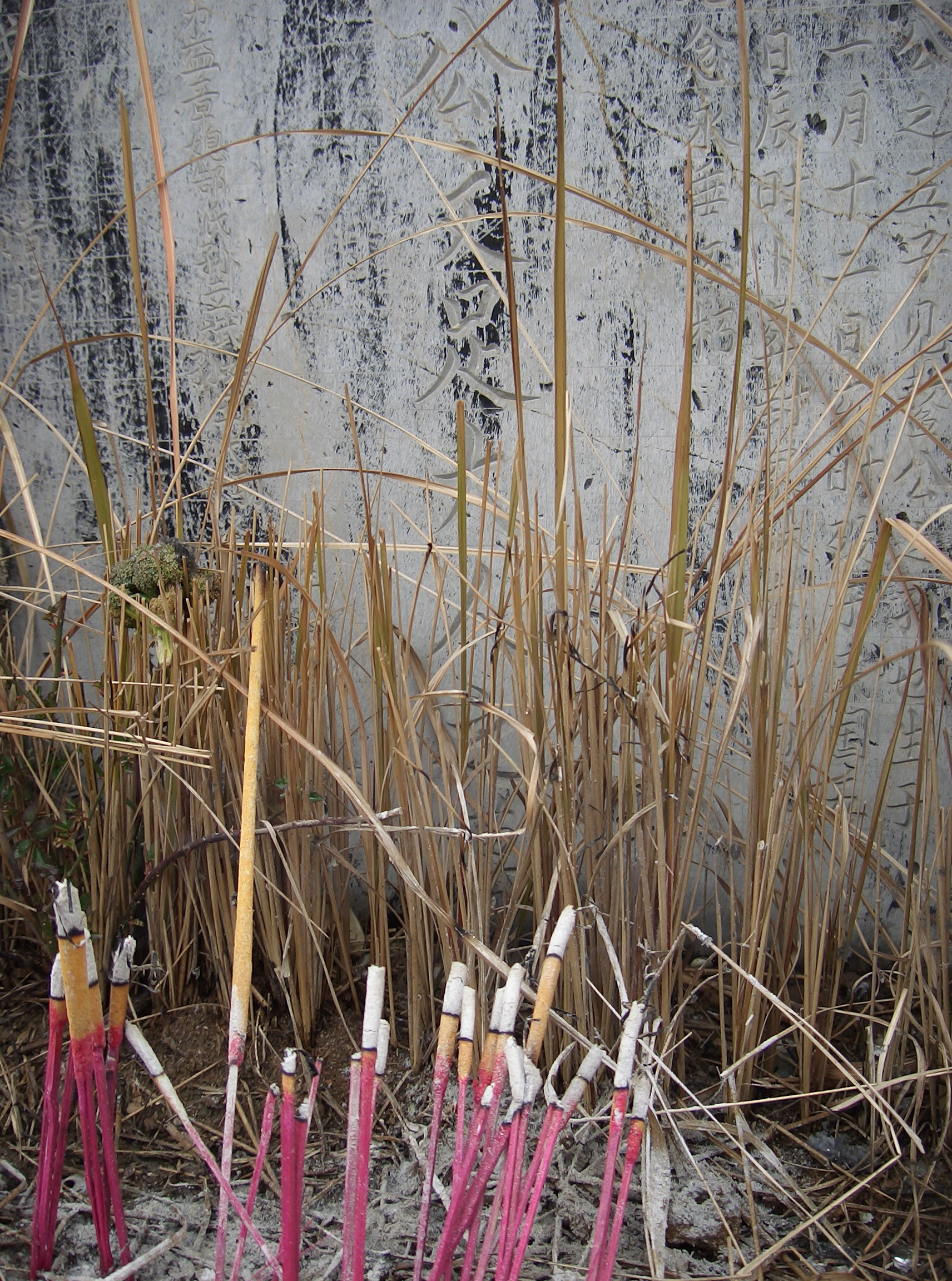
Kínai újévkor az elterjedt szokások egyike füstölőket égetni az ősök sírján

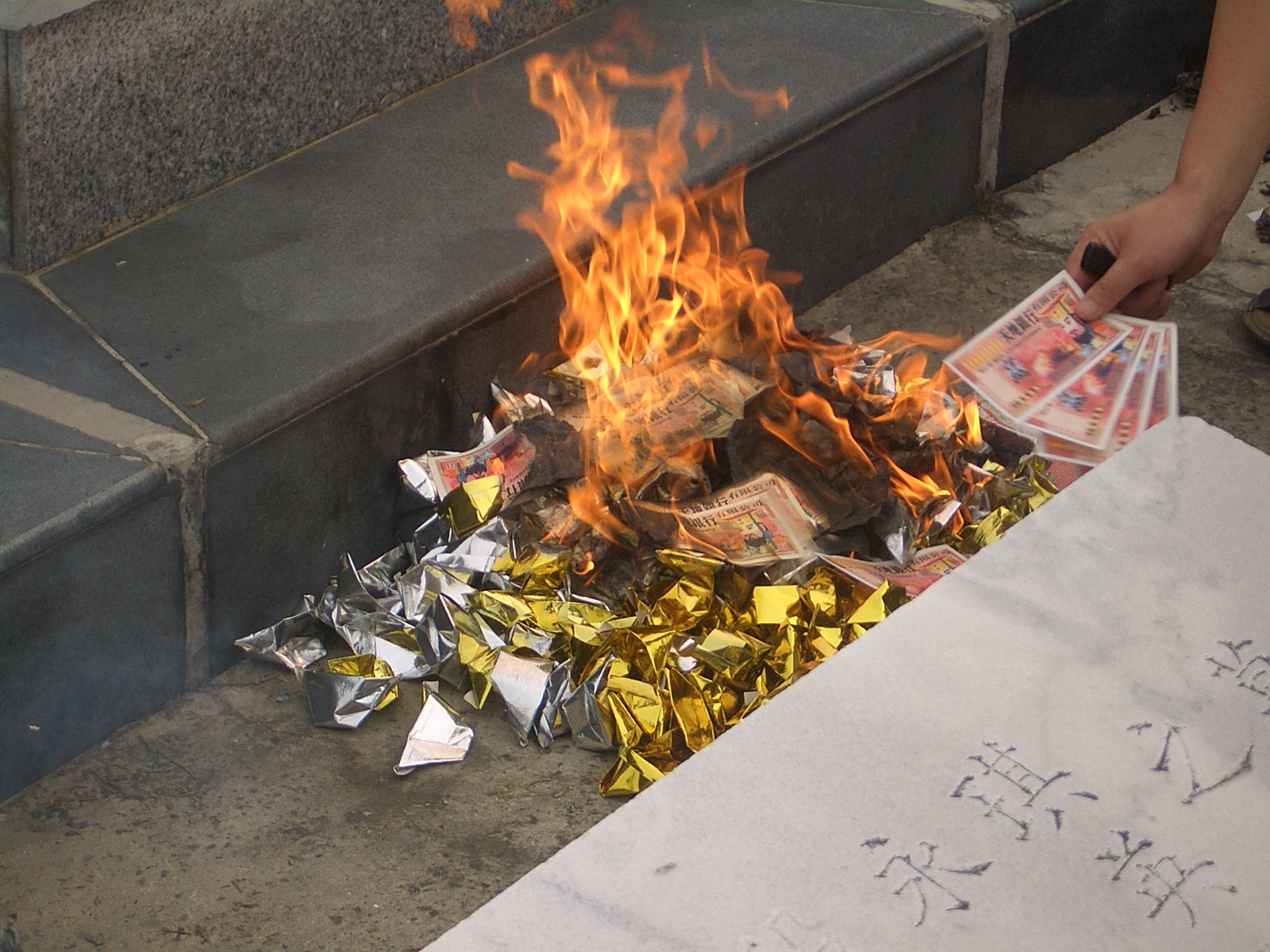
Papírpénz (játékpénz, "天地银行", "The Bank of Heaven and Earth") égetése az őstisztelet során

### Kína
Az ősök kultusza (拜祖, pinjin: bàizǔ) a kínai vallás egyik legfontosabb eleme. Az ősök szellemének áldozatot mutatnak be minden vallásos családban. Az ősök tábláját, amelyre feljegyzik az elhunytak neveit és címeit, a születési és halálozási adatokkal együtt, a ház külön fülkéjében őrzik és előtte minden hónap 1-jén és 15-én áldozatot, az ünnepnapokon pedig ételáldozatot mutatnak be.
Az elődök iránt tanúsított kegyelet  ősidők óta a kínai nép legmarkánsabb jellemvonásainak egyike volt; az a hit, hogy haláluk után tiszteletadással tartoznak nekik, bizonyos értelemben úgy tekinthető, mint e gyermeki tiszteletnek a földi lét utáni kiterjesztése. Az a szokás, hogy a halottaknak áldozati ajándékokkal kedveskednek, természetesen feltételezi azt az elképzelést, hogy az elhaltak, miután földi testüket elhagyták, továbbra is léteznek az emberihez hasonló, habár annál finomabb formában. Általában azt hitték, hogy házuk vagy sírjuk közelében tartózkodnak, és családjuk sorsában továbbra is részt vesznek, sőt, azt bizonyos mértékig mint védő szellemek képesek befolyásolni is. Az a hit, hogy cselekedeteik jutalmául vagy büntetéseként az elhunytak a mennybe vagy a pokolba kerülnek, kezdetben ismeretlen volt a kínaiaknál, úgy látszik, nem tudtak sem arról, hogy a halottaknak van állandó tartózkodási helye, sem arról, hogy van túlvilági ítélet. Csak a halott uralkodók vagy más előkelő személyiségek szelleméről képzelték, hogy felemelkedik az istenekhez, és segít nekik a világ irányításában.
Az őstisztelet közvetlenül a halál beállta után kezdődött, azzal a szertartással, amellyel az elhunytat igyekeztek visszaszólítani. 
A később megtartott halotti ünnepségen az elhunytat a régebbi időkben unokája képviselte; ez ún. „si”-nek (尸 =tetem, halottfi) öltözött, felvéve az elköltözött díszköntösét, ő állt a hátramaradottak foglalatosságának középpontjában, különösen a halott tiszteletére rendezett ünnepi lakomán. Később a halott élő képviselőjének helyét emléktábla foglalta el. Ilyen táblákat minden kínai házban őriztek, és áldozati ajándékokkal tisztelték meg őket. Az az elképzelés, amely szerint az ősök a családhoz tartoznak még akkor is, ha már eltűntek szemük elől, abban jutott kifejezésre, hogy a fontos családi eseményeket, pl. a házasságkötést stb. bejelentették nekik. Az ősök kultuszával kapcsolatos valamennyi kötelesség gondos teljesítésével, elsősorban a nekik adott ajándékokkal, a holtak szellemének olyan erőket vélnek juttatni, amelyek révén azok a hátramaradottakat áldásukban részesíthetik. Az ősök kultusza többnyire csak az utolsó generációk közvetlen elődeire terjedt ki. Bizonyos számú nemzedék kihalása után a legrégebbi emléktáblákat eltávolították, hogy az újonnan jövőknek helyet csináljanak. Csak a legrégibb ősatya és a későbbi időszakokban különleges érdemeket szerzett ősök részesültek állandó tiszteletben. 

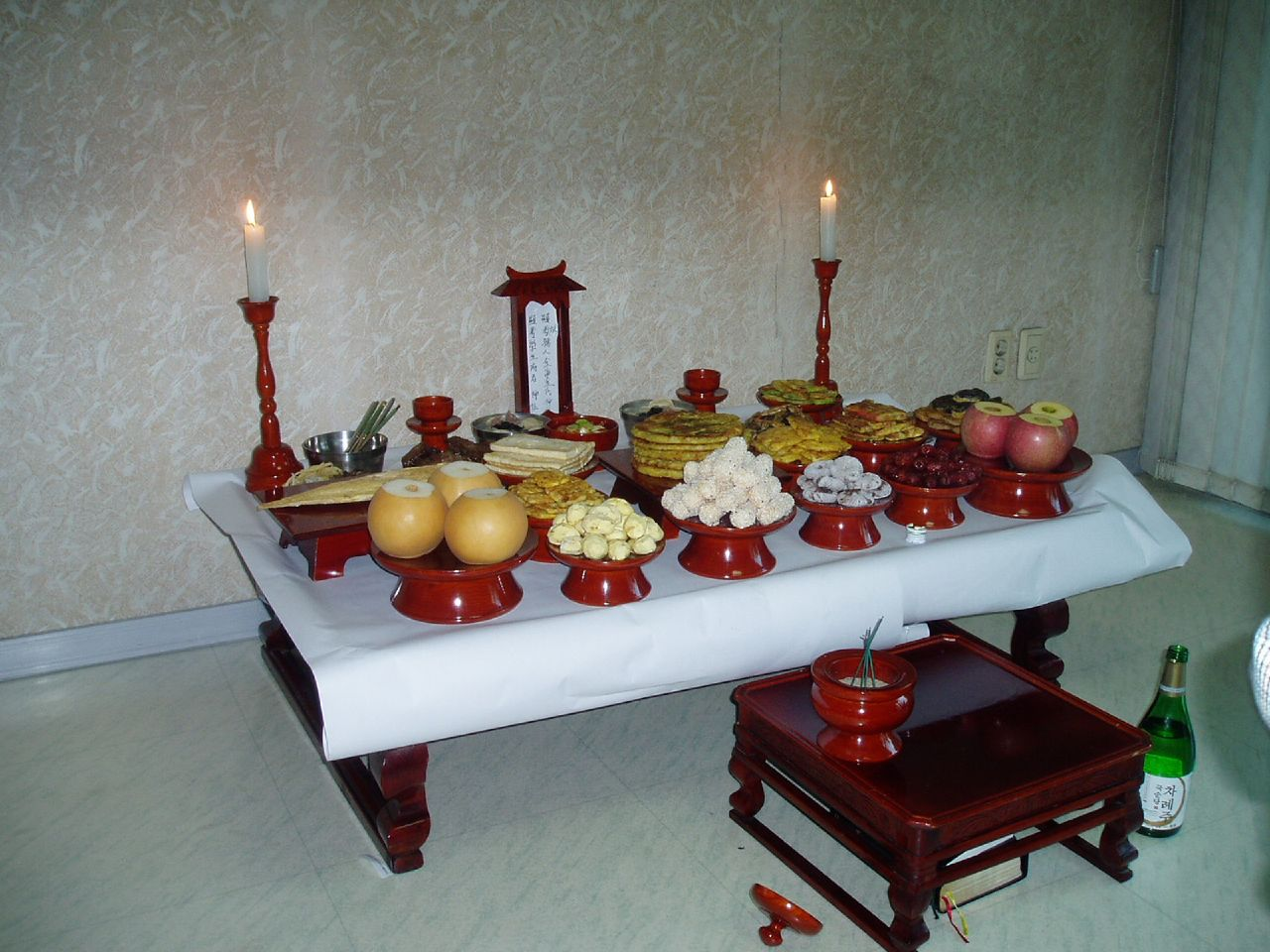
Koreai csesza-oltár

Az őstiszteletet a későbbi filozófia a következőképpen magyarázta: az ember az ég és a föld együttműködésének következményeként jön létre, az égtől kapja szellemét, azaz a finom jang-fluidumot, a földtől a testet, a durva jin-fluidumot. Úgy képzelték, hogy az, amit mi léleknek nevezünk, nem kizárólag szellemi, hanem anyagtalan égi (sen) és anyagi, démoni, földhöz kötődő (kui) részből áll. A halál bekövetkeztekor a két összetevő különválik, és visszatér forrásához. Amiképpen a test sem tűnik el azonnal, hanem fokozatosan feloszlási folyamat megy végbe benne, ugyanúgy a szellem is túléli egy ideig a halált, esetleg több évvel, míg azután végül ő is megszűnik. A lélek eszerint egyéni, individuális létezőként még hosszabb ideig fennmaradhat a testtől való elválása után, ez különösen akkor történik meg, ha rendkívüli szellemi ereje tartós létet biztosít neki. Ez a nézet mégsem vált általánossá. Sok filozófus szkeptikusan szemben állott a halhatatlanság kérdésével, vagy teljességgel tagadta annak lehetőségét. Ez azonban nem gátolta őket abban, hogy ne tekintették volna kötelezőnek az előírt rítusok hűséges végrehajtását. Az áldozat bemutatásához számos konfuciánus számára elegendő volt az az „als-ob” elképzelés (annak feltételezése, „mintha” valami valóban létezne), hogy az elköltözöttek arra valók, hogy a kegyelet stb. szükséges érzését ébren tartsák. Mások viszont elismerték a halál utáni továbbélést, és logikailag igyekeztek bebizonyítani, mint pl. Mo Ti és iskolája. A taoisták, részben a buddhizmus hatására, konkrét túlvilág-nézetet alakítottak ki. 

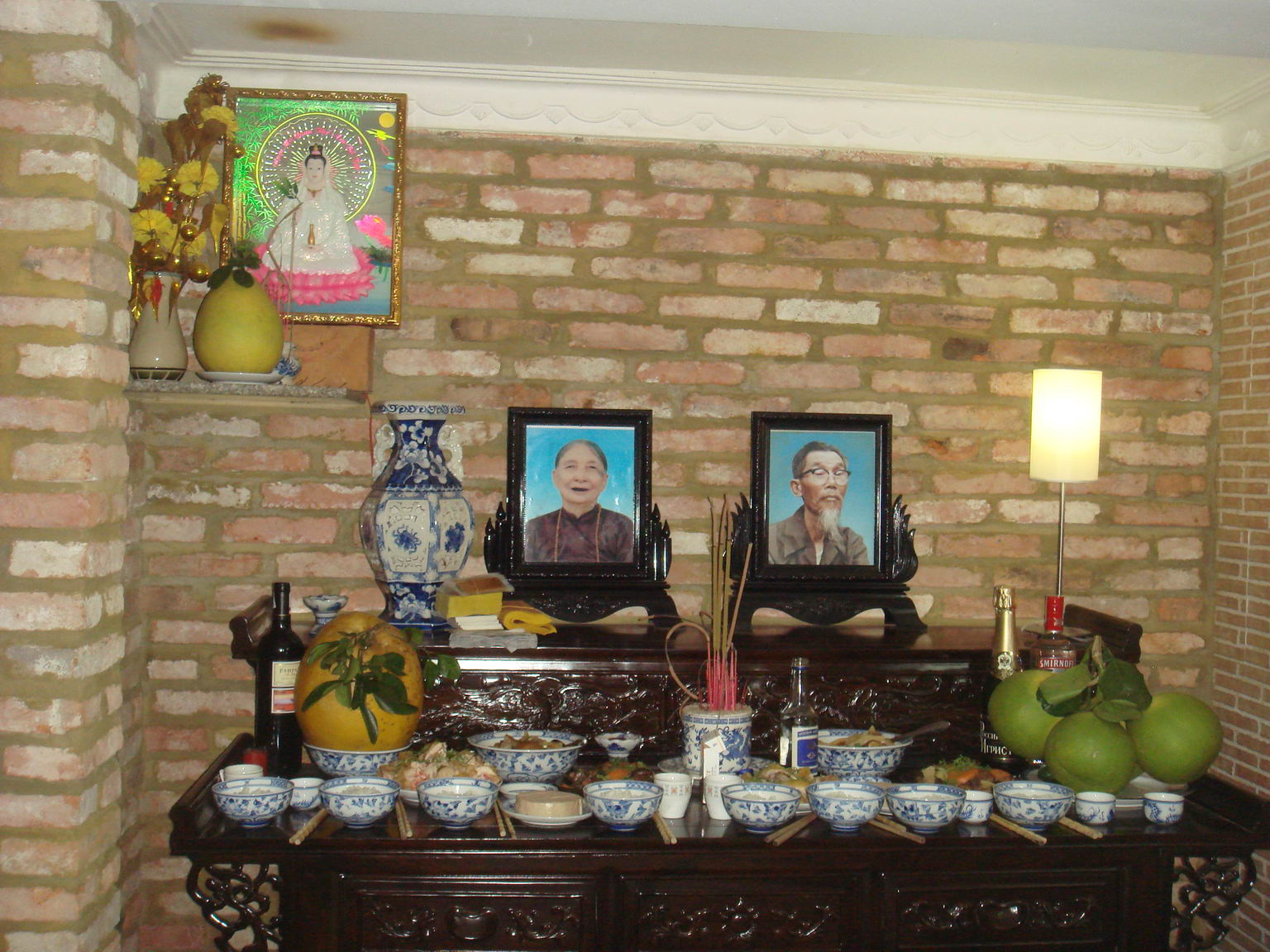
Vietnámi oltár az ősök tiszteletére

A kínai szertartásoknak öt fajtája különböztethető meg: a szerencsés előjelekért szánt rítusok (áldozás és ajándékok adományozása az ősök szellemeinek), temetési rítusok, katonai rítusok, a vendéglátás (látogatások és követségek) rítusai és az örömrítusok (különféle ünnepek). A legfontosabb közülük az áldozás, mivel bemutatásának igénye mélyen az emberi természetben gyökerezik. A Li-csi azt mondja: „Az áldozás nem valami kívülről jövő, hanem belülről kifelé irányuló és a szívben születő, ezért csak a bölcs képes az áldozat értelmét feltárni.” A leggyakoribb az ősöknek felajánlott áldozat; nyugodtan elmondható, hogy az ősök kultusza a kínaiaknál valamennyi társadalmi rend és réteg közös kultusz formája.

### Korea
A csesza egy jellegzetes konfuciánus szertartás Koreában. A résztvevők őseiről emlékeznek meg ilyenkor és azok szellemét idézik meg. A rituálé elvégzéséhez a család legidősebb férfi leszármazottjának házában előkészítenek többféle ételt és italt. 

### Vietnám
Vietnámban az őstisztelet kultuszát Tin ngưỡng thờ Cung Tien néven hívják.

## Ókori Róma
A római háziszentélyek (larariumok) elmaradhatatlan szobrocskái voltak a larok, az elhunyt ősök jelképei akiket szarutülkökkel, gyakran táncolva ábrázoltak. A házigazda védelmező szelleme, mintegy őrangyal a genius volt. A rómaiak azt gondolták, hogy a halottak szelleme egyfajta árnyalakként létezik tovább.
Hittek a visszatérő lelkekben, több, ezzel kapcsolatos átkot tartalmazó kőlapot találtak.
A kezdetekben máglyán égették el a holtakat, gyakran a sírgödröt is kiégették. Esquilinus dombja a legrégibb idők óta az alsóbb néposztályok temetkező helye volt Rómában Libitina (a halottak istene) szentélyével, itt a holtakat koporsóban vagy gyolcsba csavarva temették. Az alvilágba való bebocsáttatáshoz a holtak kezébe vagy szájába, esetleg szemére pénzérmét helyeztek.
A gazdagabbak az etruszkok halott tiszteletét követve, és szépen díszített sírkamrákat építettek. Ezek jellemzője a több részre osztott szerkezet, gyakran timpanonnal, szoborral, szöveggel. A gazdag halottakat szarkofágba fektették. A sírtábla neve cippus, melyen az elhunytról részletes adatokat is közöltek. A síremlékek szépen faragottak voltak, lehetőség szerint választékos ábrákkal és díszítésekkel.
A parentalia és a lemuria (vagy lamuria) a holtak lelkének (lemuroknak) szentelt ünnepek voltak. A lemuriát a monda szerint Romulus alapította (eredetileg Remuria néven) halott testvére lelkének kiengesztelésére. A halottakra való emlékező év végi napokat, a parentaliát (parens = szülő) február 13-22. között tartották. Ennek zárónapján, a feralia napon Rómában az összes templom zárva volt, és áldozati tüzet az oltárokon nem volt szabad gyújtani. Az Ovidiusnál olvasható hagyomány szerint ez ünnepet Aeneos alapította apja elköltözött lelkének tiszteletére. Ekkor, és az elhunyt halálának évfordulóján étellel-itallal teli edényeket, ajándékokat, a gyermekeknek játékokat helyeztek engesztelés és megemlékezésképp a sírra. A házból viszont csörömpöléses szertartással távolította el a házigazda a halott ősöket.